# 元祖!! ヤンチャ丸
『元祖!! ヤンチャ丸』（がんそ!! ヤンチャまる）は、1991年7月11日にアイレムからゲームボーイで発売された横スクロール型アクションゲーム。全4エリアであり、1エリアで3コース用意されているため、全12コース。
2012年に発売された『パチパラ3D 大海物語2 With アグネス・ラム 〜パチプロ風雲録・花 消されたライセンス〜』に、アイレム名作コレクションVol.2として収録された。